# Croacia en los Juegos Paralímpicos de Vancouver 2010
Croacia estuvo representada en los Juegos Paralímpicos de Vancouver 2010 por cuatro deportistas, tres hombres y una mujer. El equipo paralímpico croata no obtuvo ninguna medalla en estos Juegos.